# Kelvin Hopkins
Kelvin Peter Hopkins (ur. 22 sierpnia 1941) – członek brytyjskiego parlamentu od 1997 wybrany w okręgu Luton North i członek brytyjskiej Partii Pracy.